# 大圍站
大圍站（英語：Tai Wai Station）是一個位於香港新界沙田區大圍村南道，屬於港鐵東鐵綫與屯馬綫的鐵路轉乘站。

## 車站構造
大圍站是一個架空車站，其中車站大堂設於地面；而所有月台均設於大堂之上。

### 樓層
| U2                | H出口    | 圍方 |   |  |
| P / U1            | E、G出口 | 客務中心、自助櫃員機 |   |  |
| P / U1            | F出口    | 客務中心 |   |  |
| P / U1            | 月台     | \| E、G出口 \| \| \| \| \| \| 側式 · 開左邊车门 \| \| \| \| \| \| \| \| 東鐵綫往羅湖及落馬洲（沙田） \| 1 \| \| \| \| 2 \| 東鐵綫往金鐘（九龍塘） \| \| \| \| 側式 · 開左邊车门 \| \| \| \| \| \| F出口 轉乘通道 \| \| \| \| \| \| 側式 · 開右邊车门 \| \| \| \| \| \| \| 3 \| 屯馬綫往屯門（顯徑） \| \| \| \| \| \| 屯馬綫往烏溪沙（車公廟） \| 4 \| \| \| 側式 · 開右邊车门 \| \| \| \| \| |   |  |
| C                 | 大堂     | A-D出口、客務中心、商店、自助服務、免費Wi-Fi熱點、洗手間 |   |  |
| C                 | 地面     | E-G出口 |   |  |
| E、G出口          |          | |   |  |
| 側式 · 開左邊车门 |          | |   |  |
|                   |          | 東鐵綫往羅湖及落馬洲（沙田） | 1 |  |
|                   | 2        | 東鐵綫往金鐘（九龍塘） |   |  |
| 側式 · 開左邊车门 |          | |   |  |
| F出口 轉乘通道    |          | |   |  |
| 側式 · 開右邊车门 |          | |   |  |
|                   | 3        | 屯馬綫往屯門（顯徑） |   |  |
|                   |          | 屯馬綫往烏溪沙（車公廟） | 4 |  |
| 側式 · 開右邊车门 |          | |   |  |

### 大堂
大堂內設有不同類型的商店以及不少自助服務設施供乘客享用，而車站大堂近A出口的非付費區亦設有港鐵「會員服務站」，而付費區內亦設有車站洗手間。
- 車站大堂（2023年3月）
- 大堂付費區內設有車站洗手間（2023年3月）

### 月台
大圍站設有4個側式月台，所有月台均已裝設月台閘門。為方便新界區的乘客轉乘東鐵綫／屯馬綫往九龍區方向之列車，故屯馬綫烏溪沙站至土瓜灣站的一段則採用靠右行駛的行車方向。其中2號月台（東鐵綫往金鐘）及3號月台（屯馬綫往屯門）之間設有4條通道連接供乘客跨月台轉車；而轉乘東鐵綫往羅湖站／落馬洲站方向或屯馬綫往烏溪沙站沿途各站的乘客則必須經大堂方可轉乘。
另外，過往東鐵綫皆採用12節車廂的列車行駛，故車站東鐵綫月台長度則可容納12節車廂的列車上落客，而自東鐵綫於2022年5月全面採用9節車廂的列車行駛後，港鐵亦隨即在東鐵綫2號月台的已停用登車範圍加設玻璃欄杆；至於東鐵綫1號月台則於2023年2月起東鐵綫改用新停車位置後才加設。
- 東鐵綫1號月台（2024年5月）
- 東鐵綫2號月台（2024年5月）
- 屯馬綫3號月台（2022年4月）
- 屯馬綫4號月台（2022年4月）
- 連接2、3號月台的轉綫通道（2024年5月）
- 已加設月台玻璃欄杆的東鐵綫月台已停用登車範圍（2024年5月）

至於東鐵綫1號月台南面設有E、G出口；而2號月台南面則設有F出口。兩個月台的非付費區皆設有客務中心，同樣2號月台亦設有失物／學生乘車優惠辦事處；而1號月台北面亦設有一部自助櫃員機。

### 出入口
大圍站共設有8個出入口，當中於2003-2004年新設的出入口則共有5個，其中3個位於擴建後的大堂，另外2個則位於美田路以南連接車站1號月台（東鐵綫往羅湖／落馬洲），而原有位於美田路以南連接2號月台（東鐵綫往金鐘）以及位於村南道的出入口均被保留；至於H出口則於2023年10月啟用，直通圍方商場。
|                                                 |                | |      |
|                                                 |                | |      |
| 編號                                            | 指示           | 建議前往的目的地 | 圖片 |
| 大堂                                            |                | |      |
| 出口 · A · 同层                                 | 村南道         | 村南道、佛教黃允畋中學、明愛社區書院-沙田、明愛樂進學校、沙田明愛服務中心、宣道會陳元喜小學、循理會美林小學、 金禧花園、富嘉花園、金禧商場、綠在大圍、樓上集團中心、海福花園、香港文化博物館、樂道中學、文禮閣、美城苑、美松苑、美林邨、美田邨、曉翠山莊、沙田官立中學、沙田公園、沙田（大圍）診所、香港聖瑪加利女書院、大圍村、沙田潮語浸信會、東華三院冼次雲小學                                     |      |
| 出口 · B · 盲道标志 · 同层                      | 公共運輸交匯處 | 大圍站公共運輸交匯處、雲花園、車公廟、中華宣道會陳元喜小學、秦石邨、循理會白普理基金循理小學、豐盛苑、東莞工商總會張煌偉小學、金獅花園第一期、愉景花園、港島中學（大圍）、隔田村、隔田村南滘、景田苑、九龍城浸信會禧年（恩平）小學、天主教郭得勝中學、李屋村、隆亨邨、五育中學、新田村、沙田循道衛理中學、沙田官立小學、新翠邨、新田圍邨、柏傲莊、田心村、曾大屋、慈濟環保願行館、圍方                 |      |
| 出口 · C · 同层                                 | 美田路         | 新翠邨、香港小童群益會大圍中心、雲叠花園、明愛沙田長者中心、名城、東莞工商總會張煌偉小學、顯徑邨、顯田遊樂場、顯田游泳池、港島中學（大圍）、隔田村、隔田村公廟、景田苑、九龍城浸信會禧年（恩平）小學、隆亨邨、美田路、新翠商場、沙田崇真中學、大圍社會服務大樓、田心村、仁安醫院、世界花園 |      |
| 出口 · D · 同层                                 | 富嘉花園       | 富嘉花園、循理會美林小學、恆峰花園、金禧花園、金禧商場、海福花園、香港文化博物館、樂道中學、翠景花園、美城苑、保良局鄭翼之中心、美松苑、美林邨、自助圖書站、沙田公立學校、村南道 |      |
| 1號月台                                         |                | |      |
| （只准進站）                                    |                | |      |
| 出口 · G                                        | 積運街         | 海福花園、雲疊花園、積運街、中華宣道會鄭榮之中學、名城、富山火葬場、東莞工商總會劉百樂中學、顯田遊樂場、顯田游泳池、恆峰花園、香粉寮村、景田苑、湖景花園、下城門道、隆亨邨、翠景花園、寶福紀念館、保良局鄭翼之中心、培僑書院、沙田崇真中學、大圍新村、大圍社會服務大樓、田心村 |      |
| 2號月台                                         |                | |      |
| 出口 · F · 扶手电梯标志                         | 美田路         | 失物及乘車優惠辦事處、美田路、雲叠花園、迦密愛禮信小學、才俊學校、中大校友聯會張煊昌小學、名城、金獅花園第二期、梁文燕紀念中學（沙田）、顯徑邨、顯田遊樂場、顯田游泳池、海福花園、聖母無玷聖心學校、瑞峰花園、嘉徑苑、嘉田苑、景田苑、樂善堂楊葛小琳中學、隆亨邨、聚龍居、保良局朱敬文中學、保良局王賜豪（田心谷）小學、博愛醫院陳楷紀念中學、沙田崇真中學、大圍社會服務大樓、田心村、仁安醫院、世界花園 |      |
| H出口非付費區                                   |                | |      |
| 出口 · H · 盲道标志 · 升降机标志 · 扶手电梯标志 | 圍方           | 圍方 |      |
| 註： 設有 \| 設有 \| 設於同一層 \| 設有扶手電梯 |                | |      |

- 東鐵綫1號月台（E、G出口）非付費區（2023年3月）
- 東鐵綫2號月台（F出口）非付費區（2023年3月）
- H出口，付費區內（2023年10月）

## 接駁交通
大圍站以南設有大圍站公共運輸交匯處。另外位於大堂東面亦設有一條24小時全日開放的行人隧道，連接村南道及公共運輸交匯處。

## 歷史

### 臨時車站
在1976年8月25日熱帶風暴愛倫吹襲香港期間，沙田一帶出現豪雨，沖毀了九廣鐵路（英段）橫跨城門河的11號石拱橋橋墩，導致石拱橋傾側甚至有倒塌之風險，九廣鐵路往返旺角車站至沙田車站的列車服務被迫停運。九廣鐵路局在現時大圍站的位置設立臨時車站，同年9月1日起，恢復紅磡站與大圍站之間的服務，並由九龍巴士開行緊急接駁巴士往返臨時站及沙田站。直至同年10月10日，11號橋重建完成，鐵路亦恢復正常，故臨時站並同樣拆除。
1982年11月，工程拓展署批出了總值約六百萬港元的大圍臨時站工程合約，而車站並於1983年8月15日啟用，當時車站位於現時大圍工業區對開隔音屏位置，車站主體是以木材搭建，故車站亦俗稱「木頭站」。

### 永久站體
1986年4月23日，位於臨時站以南現時富嘉花園對開位置的大圍站啟用，而臨時站亦因應車站啟用而停用並拆卸，當時車站只設有兩個相對的出入口（現時的D出口及客務中心所在位置）。
1993年12月，位於2號月台近單車公園（今港鐵大圍車廠）的大堂（現時的F出口）啟用。
1995年，車站進行改善工程，包括新建兩組扶手電梯、更改入閘區域，並且可讓有需要乘客無須職員協助下使用升降機。

### 馬鞍山鐵路

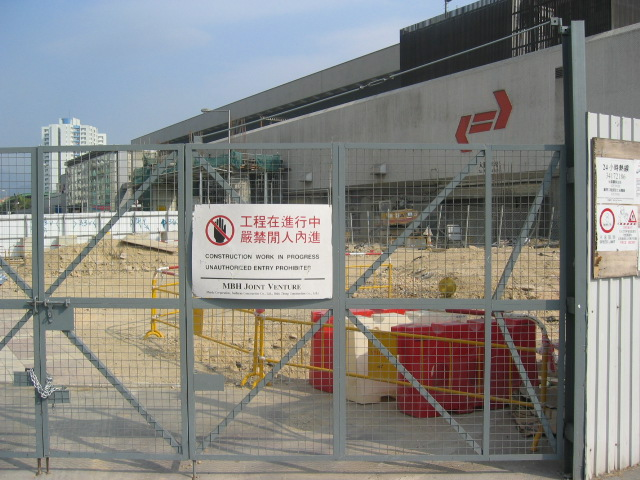
正進行擴建工程的大圍站（2003年12月）

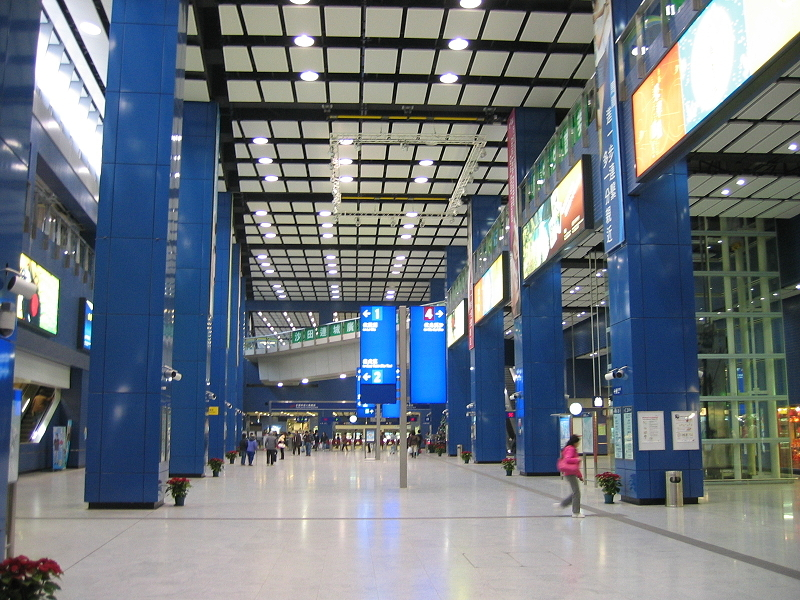
擴建後的大堂（2005年12月）

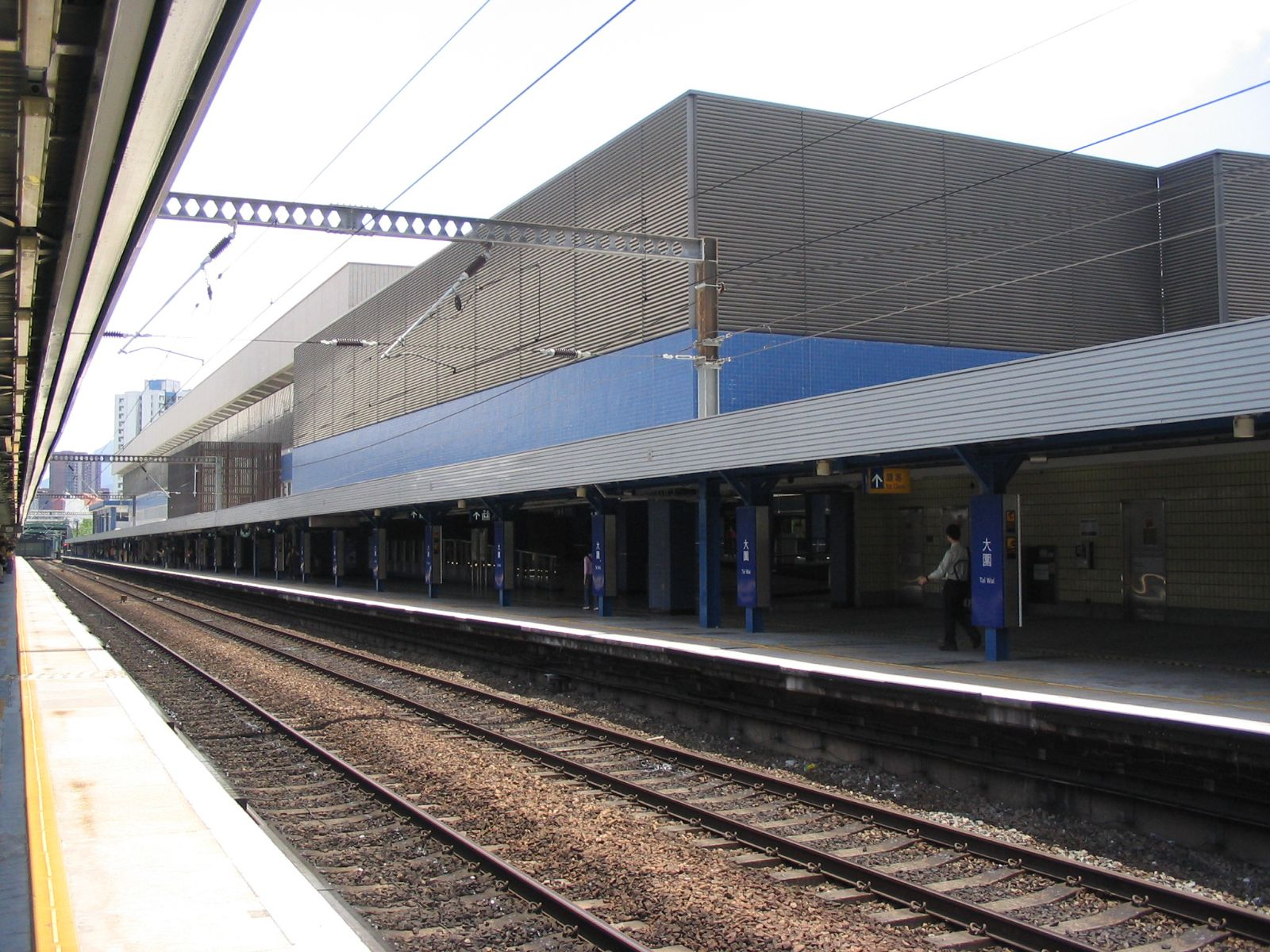
兩鐵合併前的九廣東鐵月台（2005年5月）

1993年，政府發佈《香港鐵路發展研究》報告，當中提及會倡議興建以大圍站為終點站的馬鞍山鐵路。隨後政府於翌年發佈《鐵路發展策略》中提及會優先興建該鐵路，並定位為與九廣鐵路－英段的支綫。
2001年，馬鞍山鐵路正式動工，而大圍站亦開始進行擴建工程。由建築企業Aedas負責設計；前田建設為總承建商。
2003年12月24日，大圍站擴建部分局部性啟用，車站面积增至原来的三倍，當中只有非馬鞍山鐵路主體建築部分及現時的A、C出口啟用。原有的大堂於同日封閉並開始進行改建工程，亦將車站主題顏色由 深綠色改為 深藍色。隨著2004年12月馬鞍山鐵路通車，餘下的大堂部分及月台轉乘通道啟用。2005年4月，新建的大圍站公共運輸交匯處啟用，B出口重開；同年，D出口周邊翻新完成後重開；而位於1號月台近海福花園的E、G出口並於同年啟用。

### 車站大堂／月台翻新工程

#### 第一次東鐵綫月台翻新工程
2009年，東鐵綫各月台進行較低成本的翻新工程，以遮掩東鐵綫車站月台殘舊的觀感。工程包括重新為各車站配主題色，並加入花的代表，為月台橫樑及支柱翻上月台配色的油漆，貼上印有車站主題花的圖案、車站附近／主題建築物／街道、車站名書法字的牆紙，加設／更新直立站牌、路線圖、指示牌、告示等等。而大圍站仍沿用車站主體的 深藍色，而車站主題花為鬱金香，街景為沙田車公廟。

#### 車站大堂翻新工程
2011年5月，大圍站擴建部分進行首次翻新工程，工程包括在車站非付費區增建商店空間，並於2012年6月完成。

#### 第二次東鐵綫月台翻新工程
2022年3－5月期間，東鐵綫旺角東站－上水站沿途各站因應過海段通車而進行月台牆身翻新工程，而大圍站於2022年3月上旬，更換牆紙及換上由區傑棠書寫的新一代站名書法字。

### 月台閘門安裝工程

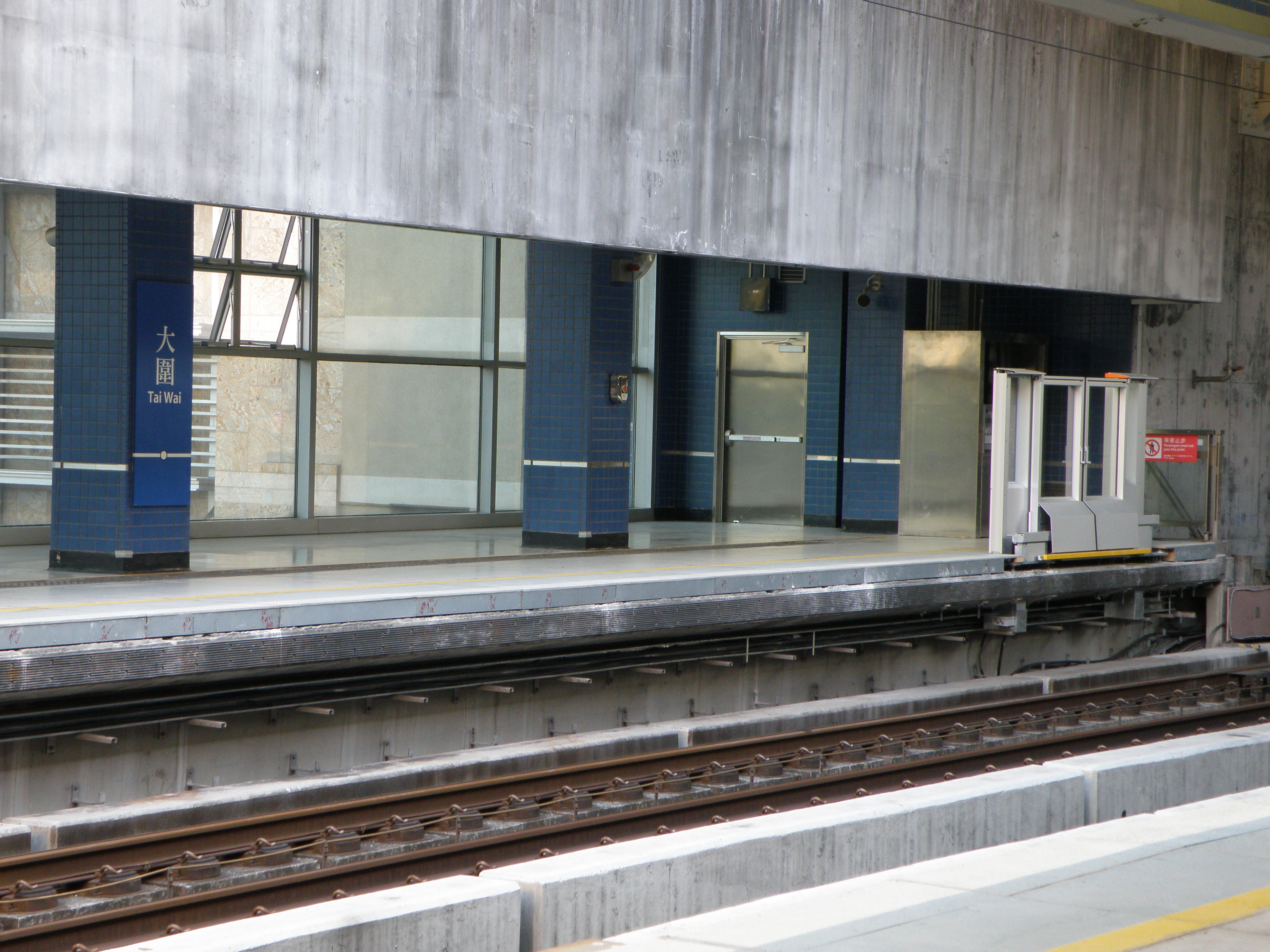
已開始進行月台閘門安裝工程的馬鞍山綫月台（2014年12月）

2014年12月，大圍站4號月台開始進行月台閘門安裝工程，為馬鞍山綫首個安裝月台閘門的車站。而兩個月台的閘門安裝工程則於2016年第一季完成。
至於東鐵綫月台的月台閘門安裝工程則於2023年12月展開，而兩個月台的閘門安裝工程已於2024年5月下旬完成。

### 屯馬綫一期啟用
2020年2月14日，屯馬綫一期正式通車，故大圍站不再是馬鞍山綫的終點站。

### 增設連接圍方出入口
在港鐵大圍站上蓋發展項目於2009年已獲批的規劃中，大圍站會進行增建連接該上蓋項目的出入口工程。而連接車站3號月台與直通圍方3樓的出入口則於2023年10月26日正式啟用，並被編為的「H出口」；至於連接該出入口的升降機亦於2024年3月下旬啟用。

### 事故／事件

#### 市民反對大圍站上蓋規劃

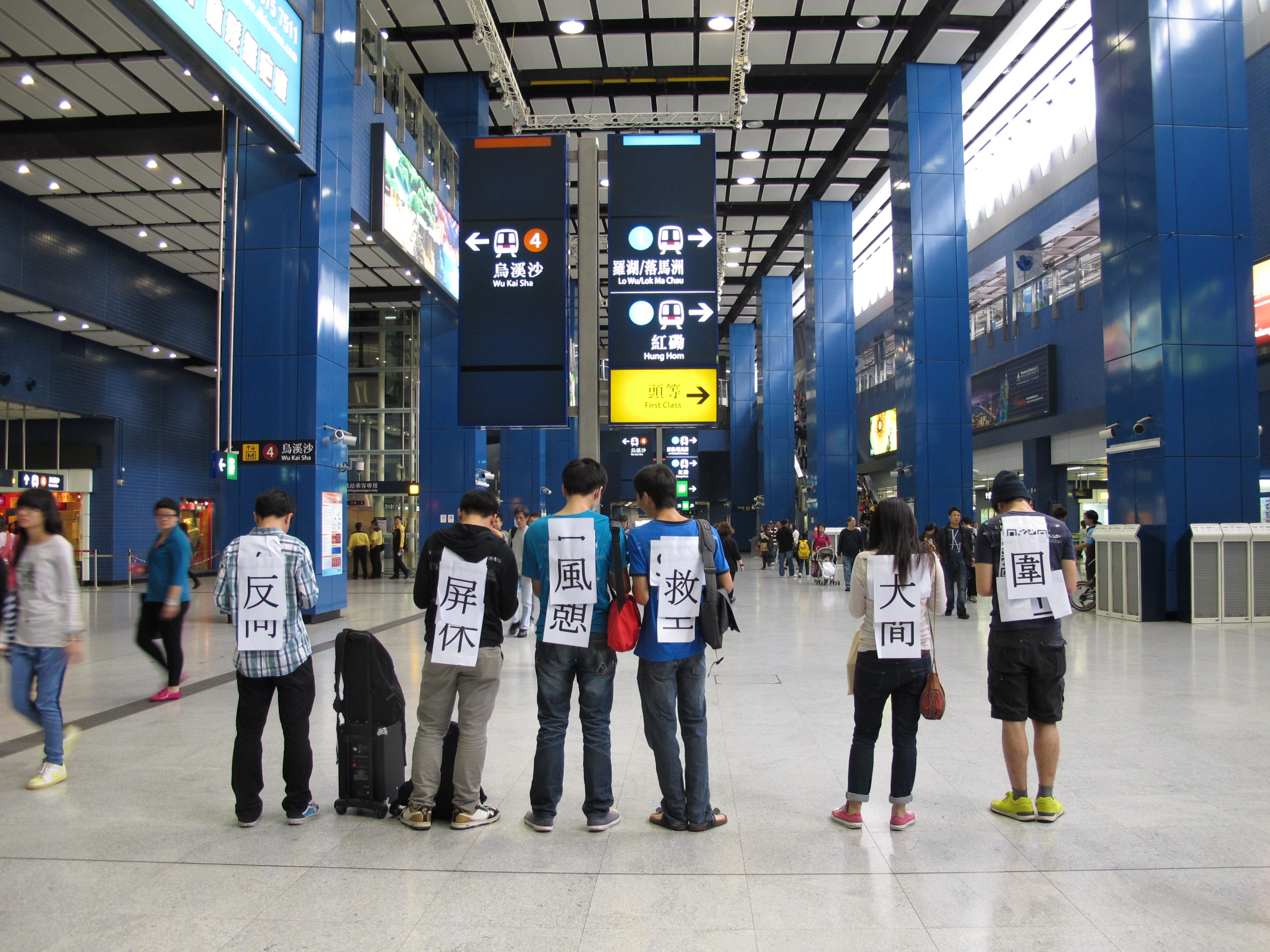
2012年12月16日，有市民在大圍站大堂進行「無聲抗議」，反對大圍站上蓋發展項目規劃

2012年12月16日中午，有市民在大圍站大堂進行「無聲抗議」，反對大圍站上蓋發展項目（即現今的柏傲莊）規劃，自稱站長的男士表示市民阻礙著大堂通道，不可在港鐵範圍內展示標語。其後在站外落地玻璃幕牆抗議，亦被7至8名港鐵職員包圍，港鐵職員指該地面範圍都屬港鐵範圍。

#### 女學生攜帶古箏事件及相關抗議

2015年9月16日，一名身穿校服的女學生，背著一個與她身高相約的古箏，站在港鐵大圍站被3名港鐵職員包圍，疑因攜帶體積大的深啡色古箏盒，而遭截停查問。

2015年9月16日，facebook「大圍聯盟」群組於15日晚上載一張照片，一名身穿校服的女學生，背著一個與她身高相約的古箏，站在港鐵大圍站。當時，她正被3名港鐵職員包圍，疑因攜帶體積大的深啡色古箏盒，而遭截停查問。
有網友指，事件發生於傍晚6時許，該名女生被指古箏太大，不獲進入月台。該相片在網上瘋傳，隨後網民亦紛紛抨擊港鐵處理乘客攜帶大型物件的條例時「雙重標準」及「執法不公」。他們以水貨客事件作比較，指港鐵對水貨客寬容，卻嚴禁乘客攜帶大型樂器上車。當中更有不少音樂愛好者坦言「身同感受」，促港鐵檢討現行條例。有網民亦隨即在facebook上載多張攝於港鐵車廂的相片，相中可見乘客帶著洗衣機甚至關刀、長槍等上車，但未見有職員阻止，有網民質疑港鐵雙重標準，欺善怕惡。
其後於2015年9月29日，有網民發現大圍站月台見到有懷疑視障人士拿著一支杖求助，高呼「都冇人嚟幫我嘅」（也沒有人幫助我），其後先有一名女職員問是否要乘車。惟女職員入了月台室後，一名男職員表示該杖需短於130厘米為最好，之後就拿出軟尺量度。港鐵職員的做法引來網民強烈反彈，認為事件荒謬。

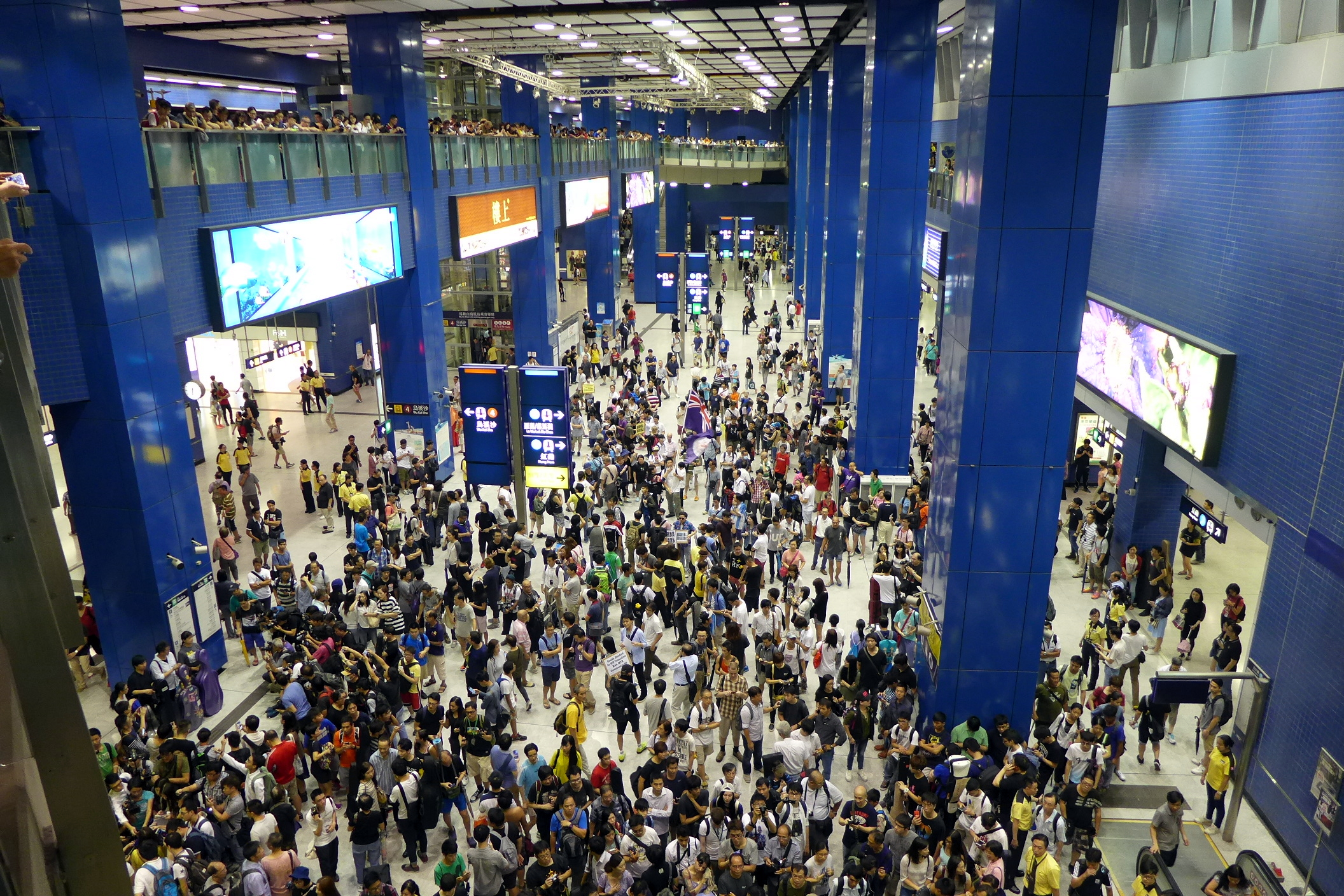
逾百市民於2015年10月3日在大圍站大堂示威，抗議港鐵禁止攜帶大型樂器及縱容水貨客

在以上事件帶來的爭議發酵之下，2015年10月3日傍晚6時許，超過一百名市民於大圍站大堂示威，抗議港鐵禁止攜帶大型樂器及縱容水貨客，當中數十名為音樂人，分別㩦帶大型樂器如大提琴、結他、手風琴到場，成功入閘乘車。抗議亦吸引大批市民到場，對港鐵執法不一表示不滿，認為港鐵放生水貨客，部分更指罵港鐵職員，有人更在大堂地下寫上港鐵「擾亂民生 打壓藝術」紅色大字，亦有人揮動港英旗，稱寧要「港英年代的地鐵」。到接近晚上7時，有樂手各自在大堂不同地方拿起樂器演奏，吹奏出《龍的傳人》和《鳳凰花鼓》，贏到不少掌聲及喝采，成為全場焦點，直到晚上8時許人群才陸續散去。

#### 反修例運動期間事件
- 2019年8月5日三罷行動期間，大批配戴口罩的市民在早上上班時間阻擋車門關上，引起部分沒有參與罷工市民不滿。其後列車未能開出，不少人坐在車內地面等候，也有人在月台舉牌。直到中午12時許有人號召離開車廂後，示威者才陸續散去[30]。
- 2019年10月2日反修例運動期間，有示威者在站內進行抗議活動，期間示威者破壞於B出口的兩部閘機、D出口的閘機及售票機、增值機以及近東鐵綫月台的玻璃幕牆，大堂更遭投擲汽油彈。之後於當日下午繁忙時間的乘客需要排隊超過3分鐘才能出閘，有個別乘客表示政府造成民怨，明白示威者的訴求，但亦認為示威者不應破壞物件[31]。

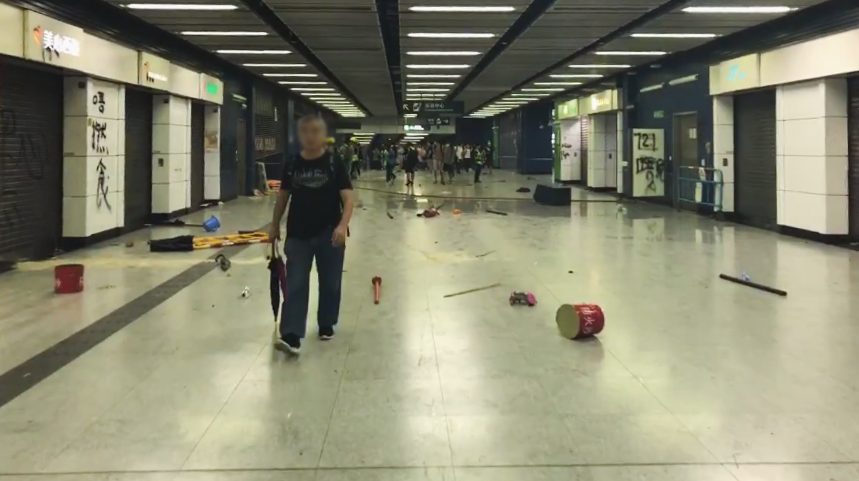
2019年10月1日晚上，大圍站通道自動灑水系統被破壞，多處灑水。兩旁的商店也寫上對港鐵及美心集團不滿的字句
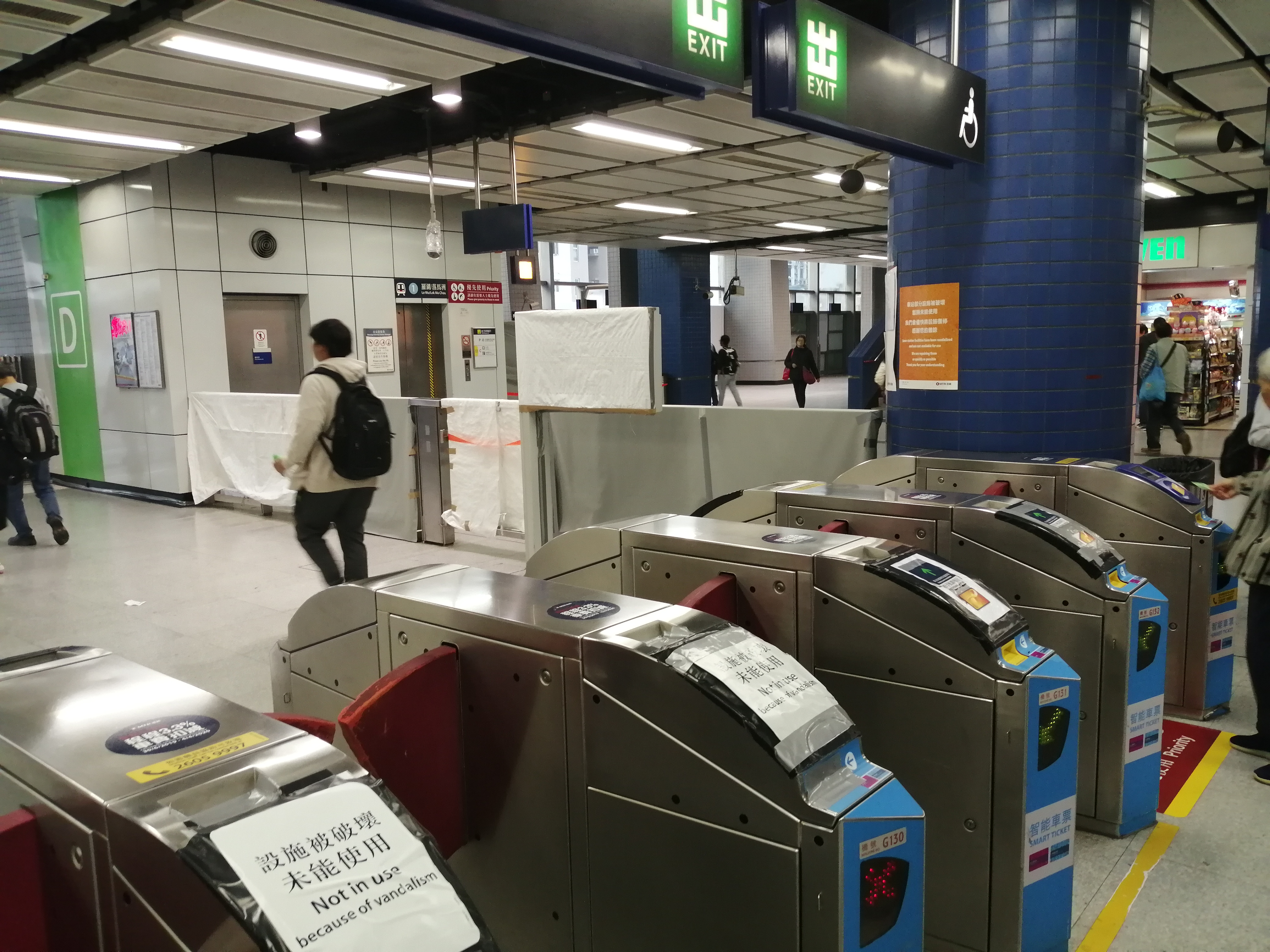
大圍站遭到破壞的閘機、玻璃欄杆及顯示屏（2020年1月）

#### 其他事故／事件
- 2014年3月30日，香港受到活躍低壓槽影響而出現暴雨，而香港天文台於當晚亦發出黑色暴雨警告信號，其中大圍站與黃大仙站、荃灣西站、九龍塘站同樣出現水浸，而雨水亦湧進露天路軌，東鐵綫並因而須維持有限度服務[32]。
- 2021年8月7日凌晨，警方機動部隊於大圍站進行內部保安及反恐演習，演習模擬恐怖分子於站內月台發動「孤狼式」襲擊，斬傷多名乘客，並在售票大堂脅持人質。機動部隊、刑事應變小隊和鐵路應變部隊等人員於現場設立事件指揮中心，與港鐵人員進行協調及疏散工作。演習約有600人參與[33]。

## 外部連結
- 港鐵公司－大圍站街道圖（页面存档备份，存于）
- 港鐵公司－大圍站位置圖（页面存档备份，存于）
- 港鐵公司－大圍站列車服務時間（页面存档备份，存于）
- 香港鐵路大典上的相关条目：大圍站